# Hajdamaken

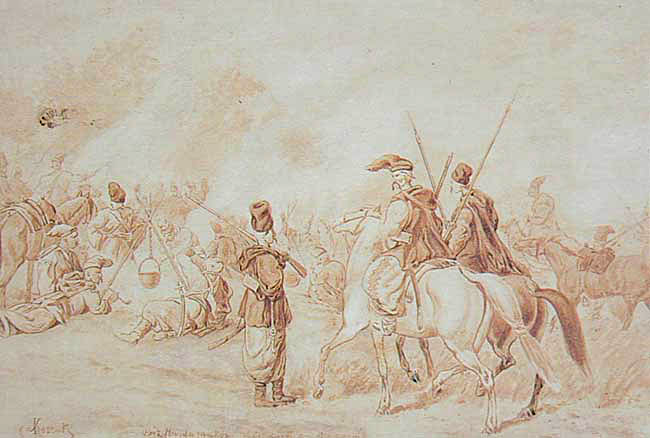
Ein Lager der Hajdamaken (Juliusz Kossak, vor 1899)

Hajdamaken (türkisch haydamak, hajdamak „Räuber“, ungarisch „leicht bewaffneter Krieger“) waren Bauern und Kosaken, die in der Ukraine westlich des Dnepr (Rechtsufrige Ukraine) lebten.
Während des gesamten 18. Jahrhunderts wurde die Landbevölkerung durch die polnische Feudalherrschaft der Szlachta ausgebeutet. 1768 kam es zu einem Aufstand gegen die Feudalherren unter der Führung des Saporoger Kosaken Maksym Salisnjak und des aus der polnischen Garde desertierten Offiziers Iwan Gonta.
Mit der Einführung der Leibeigenschaft durch den polnischen Adel verschlechterte sich die Lebenssituation der Landbevölkerung.
Die Hajdamaken richteten während des Hajdamakenaufstandes im Juni 1768 in der Stadt Uman, wohin der polnische Adel geflüchtet war, das Massaker von Uman an. Neben dem polnischen Adel wurden auch Jesuiten und Angehörige der unierten Kirche, die als Verbündete der katholischen Polen angesehen wurden, sowie zahlreiche Juden Opfer des Zorns der Aufständischen. Juden bildeten in Galizien und Wolhynien lange Zeit die Mittelschicht zwischen polnischen Grundbesitzern und ruthenischen Bauern. Sie waren als Händler und Schankwirte tätig, oft auch als Gutsverwalter und Steuereintreiber des Adels, was sie schon während des Aufstands von Bohdan Chmelnyzkyj Mitte des 17. Jahrhunderts zur Zielscheibe des Hasses gemacht hatte.
In dem 1841 veröffentlichten Gedicht Hajdamaken schildert Taras Schewtschenko die damalige Lage der ukrainischen Bauern, verherrlichte jedoch auch die Massaker an Polen und Juden als Heldentaten. Das Gedicht wurde von Lew Alexandrowitsch Mei ins Russische übersetzt, auf dieser Übersetzung basiert Modest Mussorgskys Komposition Hopak.